# Iryna Senyk
Iryna Mykhailivna Senyk ou Irina Senyk (en ukrainien : Ірина Михайлівна Сеник), née le 8 juin 1926 à Lwów en Pologne et morte le 25 octobre 2009 à Boryslav, est une poétesse ukrainienne, une infirmière et une dissidente politique au régime soviétique. Elle a été emprisonnée dans les goulags staliniens, tout comme sa mère et son frère. Elle était membre du groupe ukrainien d'Helsinki et membre honoraire de PEN International.

## Biographie
Iryna Mykhailivna Senyk est née le 8 juin 1926 à Lviv. Elle est la fille de Mykhailo Senyk et Maria Senyk.
À partir de 1939, elle est membre de la Jeunesse de l'Organisation des nationalistes ukrainiens, et en 1941, elle devient membre à part entière de l'organisation, travaillant au département régional de propagande. Elle a étudié dans une école folklorique et un lycée privé pour filles avant d'entrer à l'université de Lviv en 1944.
En décembre 1945, alors qu'elle est étudiante à l'université de Lviv, elle est arrêtée pour « trahison contre la patrie » et « implication dans une organisation contre-révolutionnaire » et emprisonné. Elle est condamnée en 1946 à dix ans dans des camps de concentration en Sibérie (oblast d'Irkoutsk) et à la perpétuité en exil pour liens avec l'armée insurrectionnelle ukrainienne. Malgré toutes les interdictions du camp, elle continue à écrire de la poésie, ce qu'elle fait depuis l'âge de neuf ans, en écrivant secrètement sur des bouts de papier. Au camp, elle apprend à broder des pièces sur des thèmes religieux. Elle quitte le camp en 1956 et exilée dans la région sibérienne d'Anjero-Soudjensk puis la région de Kemerovo. Le terme de son exil expire en 1968.
Après l'exil, Iryna Senyk arrive à Ivano-Frankivsk car le retour à Lviv n'est pas possible. Pendant une courte période, elle travaille comme infirmière auprès de prisonniers dans un hôpital de la tuberculose.
Elle fait la connaissance de Viatcheslav Tchornovil, Valentin Moroz et d'autres militants du mouvement de résistance contre la russification et la discrimination nationale du peuple ukrainien, les "Shestydesyatnyky" ("militants des années 60"). Elle aide également à diffuser les samizdat.
En décembre 1969, elle signe la déclaration de 16 anciens prisonniers politiques adressée au président du Présidium du Soviet suprême de la République socialiste soviétique d'Ukraine, qui est dirigé contre la pratique de la condamnation en prison. La déclaration est publiée dans le "Héraut ukrainien N°1" (Український вісник) en 1970 et diffusée sur Radio Liberty.
En 1972, Iryna Senyk est arrêtée et condamnée à six ans de camp de prisonniers et cinq ans d'exil, avec une date de libération prévue le 17 novembre 1983. Alors qu'elle purge sa peine dans un camp de Mordovie, réprimée pour ses convictions, elle devient invalide, en se cassant le bras lors d'un accident dans une carrière de roche.
En 1979, exilée, elle est signataire et membres du groupe ukrainien d'Helsinki. Elle est également membre honoraire de PEN International. Iryna Senyk est signataire de la déclaration de 1987 de l'Association ukrainienne de l'intelligence créative indépendante (UANTI).
En novembre 2005, elle reçoit l'Ordre de la princesse Olga. En novembre 2006, Iryna Senyk reçoit le prix d'État de l'Ukraine aux fondateurs et militants du groupe public ukrainien pour avoir promu la mise en œuvre des accords d'Helsinki.
Iryna Senyk est enterrée le 27 octobre 2009 au cimetière de Lytchakiv à Lviv.